# Aloe africana
Aloe africana är en grästrädsväxtart som beskrevs av Philip Miller. Aloe africana ingår i släktet Aloe och familjen grästrädsväxter. Inga underarter finns listade i Catalogue of Life.

## Bildgalleri

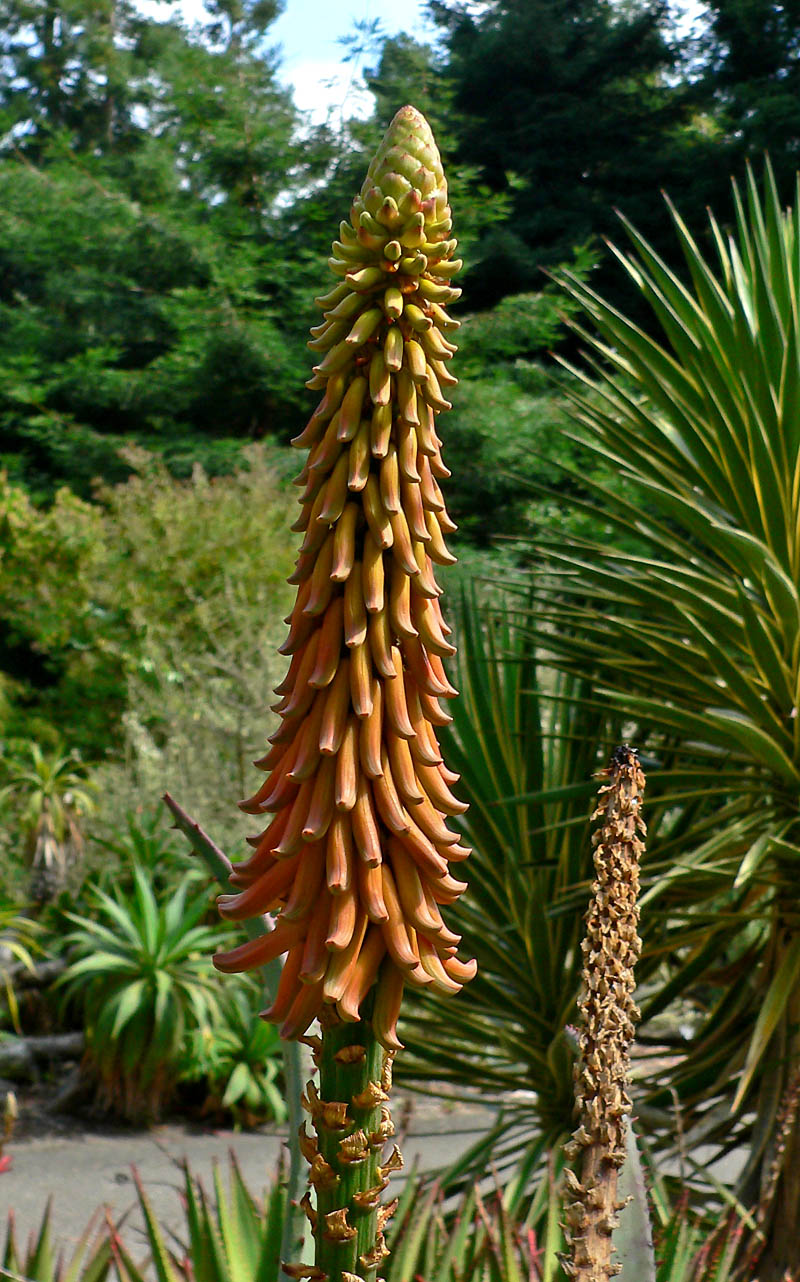
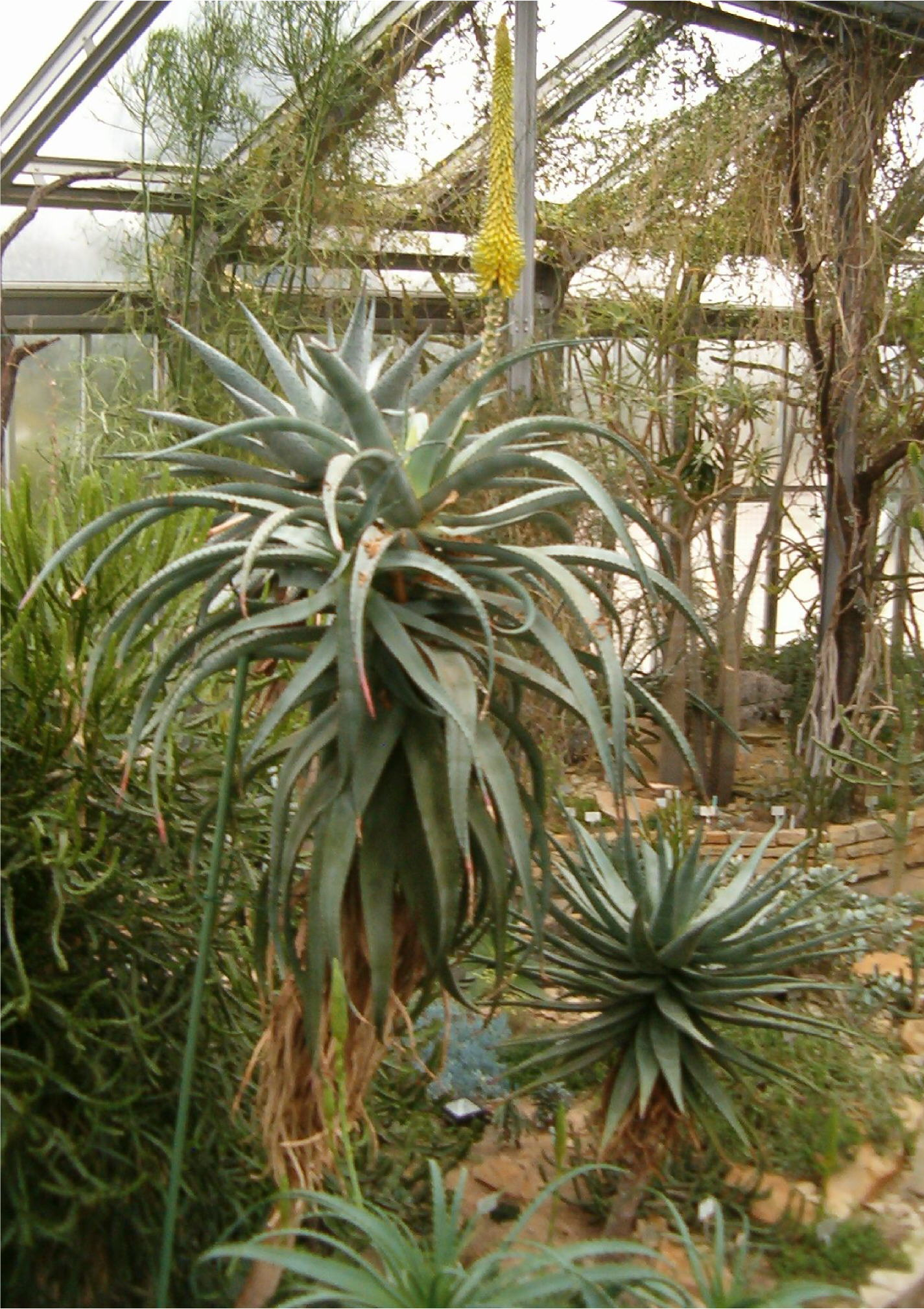
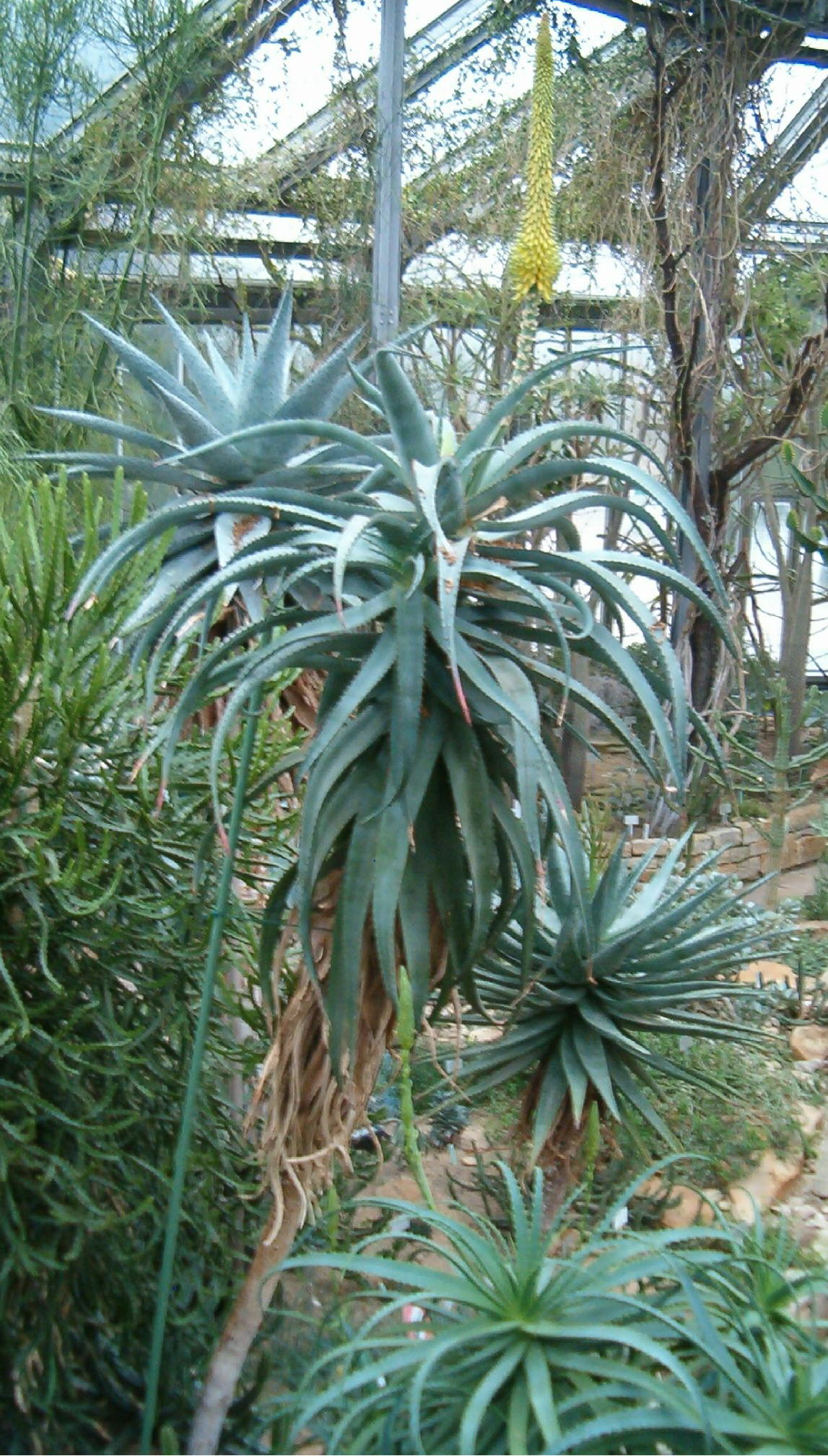
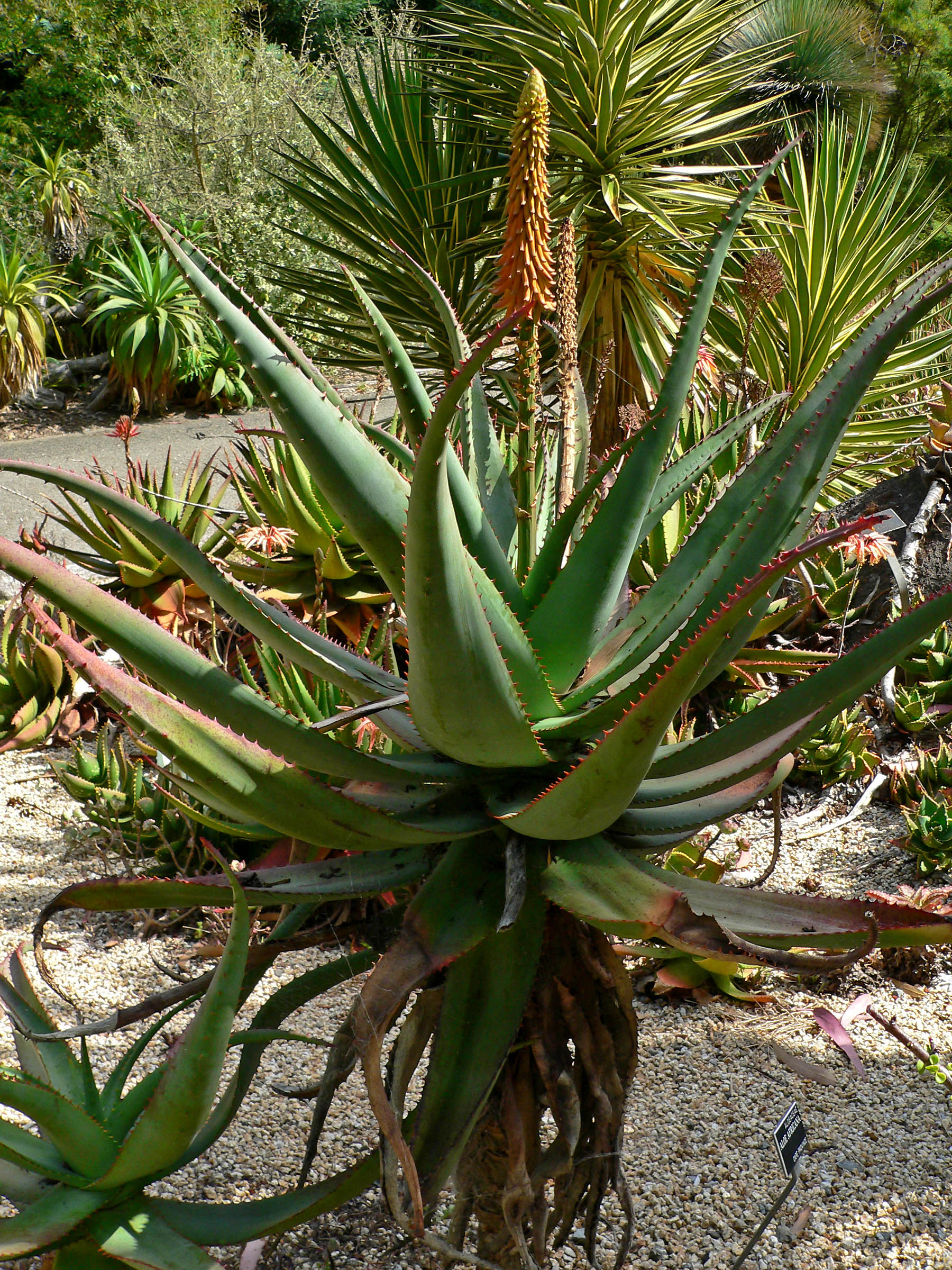
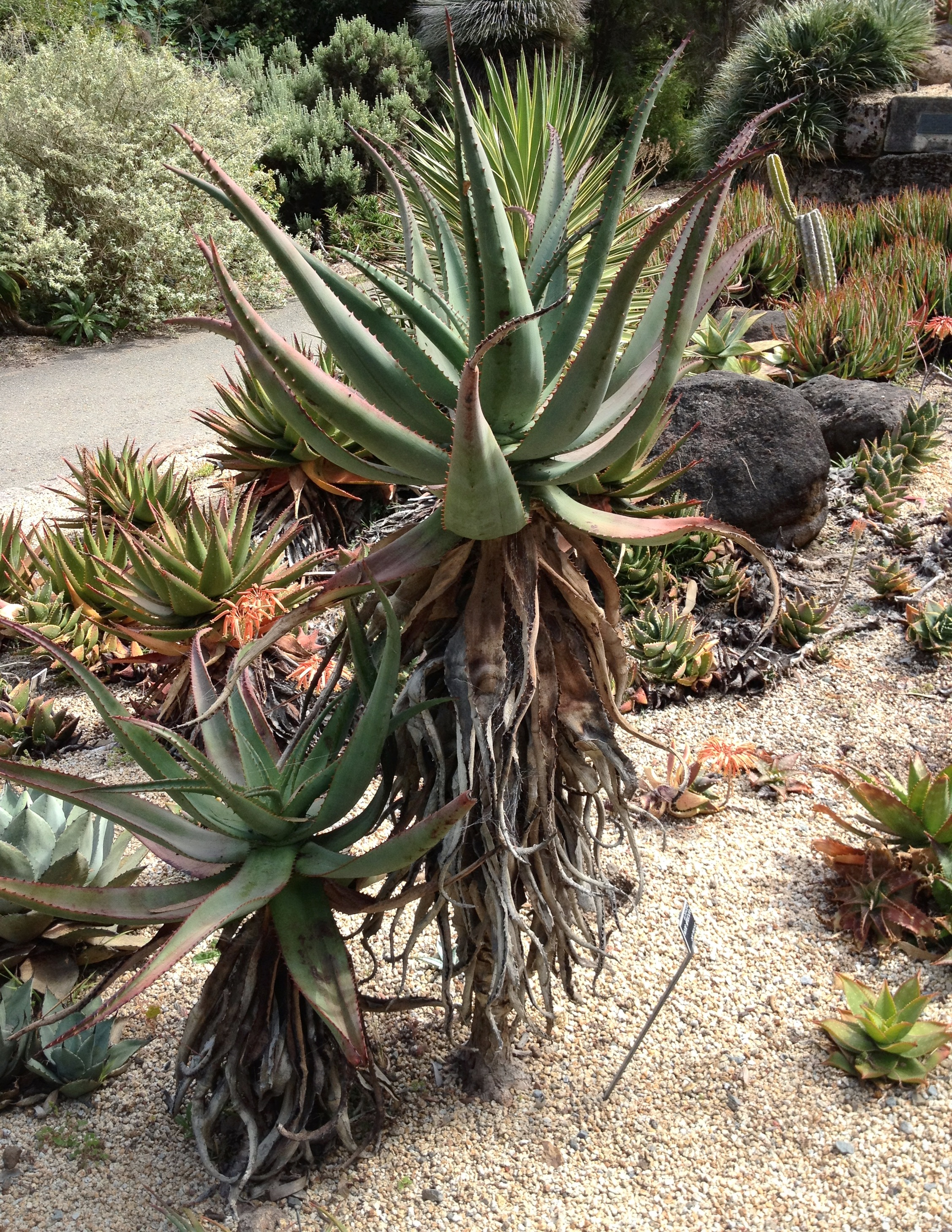
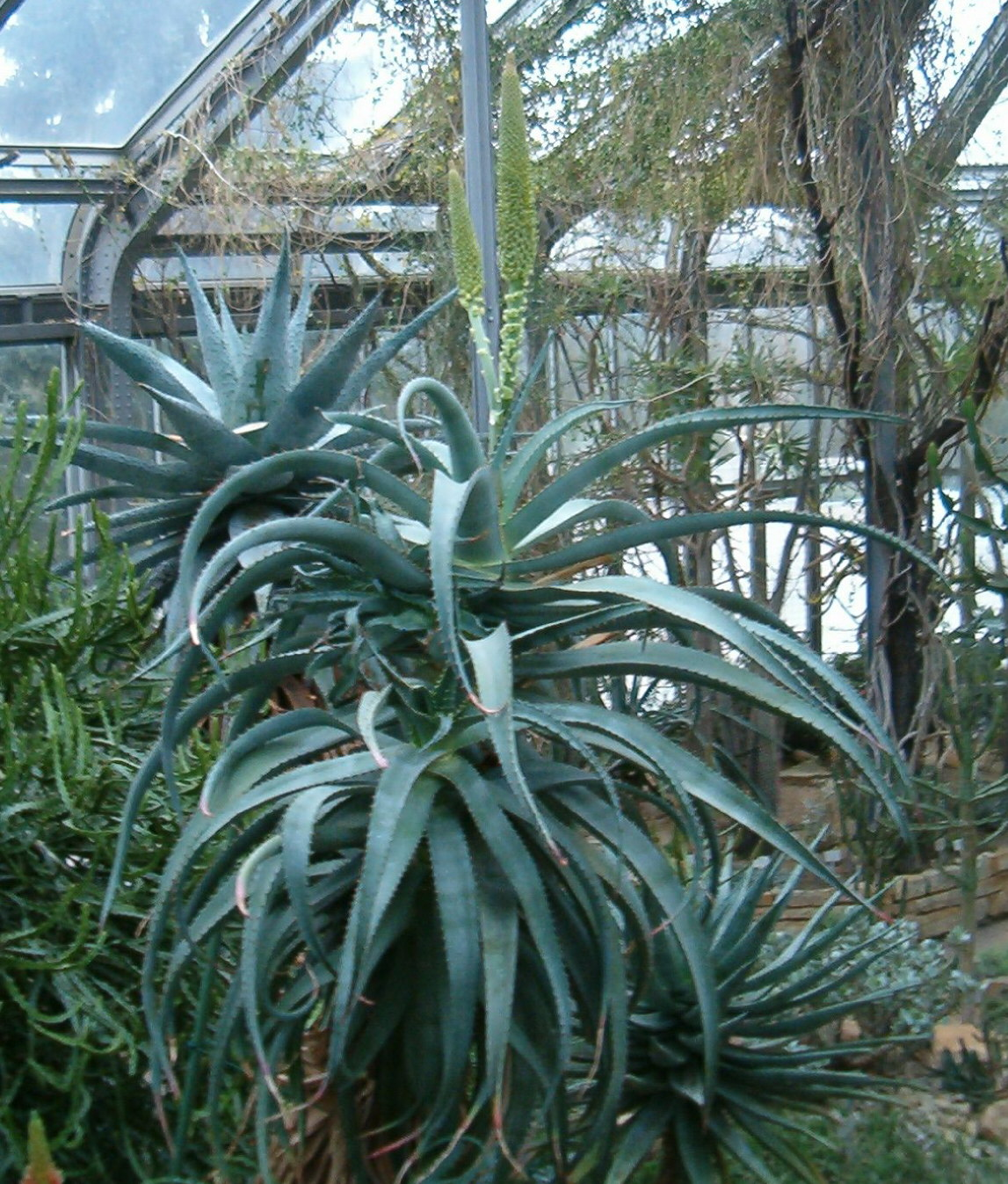